# Strategus anachoreta
Strategus anachoreta är en skalbaggsart som beskrevs av Hermann Burmeister 1847. Strategus anachoreta ingår i släktet Strategus och familjen Dynastidae. Inga underarter finns listade i Catalogue of Life.